# Поддоспешник
Поддоспешник или подлатник — термин, используемый для обозначения разновидности одежды, надеваемой под доспех. В другом источнике упоминается как полукафтанье или зипун, который надевается под латы, панцири, кольчуги, бахтерцы, куяки и другое. Основными функциями поддоспешника являются смягчение удара, принятого на доспех (амортизация); защита от холода и натирания тела доспехом или кольчугой (например на плечах). Подлатники шились из разного типа тканей (чаще всего бумажных), и набивались ватой. В видеоиграх и фильмах зачастую персонажи надевают доспехи, не надев перед этим подлатник, однако на самом деле без подлатника доспехи будут крайне травмоопасными и неудобными, из-за большой массы они будут сильно натирать всё тело (плечи в особенности).

## Происхождение термина
Предмет термина поддоспешник появился с широким распространением кольчужного доспеха. Кольчуга часто спасала от ударов, но не всегда поглощала всю энергию, особенно от ударного оружия (булавы, кистени и другие). Поэтому под кольчугу, с целью амортизации ударов, а также как дополнительный слой защиты, надевался так называемый поддоспешник. На Востоке в качестве поддоспешника использовался ватник (так как вата в XIV веке была известна в Азии), а в Европе использовали стёганку (стёганую куртку, прошитую из 8—30 слоёв холста и набитую паклей, щетиной или другим подобным материалом), и позднее тегиляй или акетон. Во многих случаях поддоспешник служил единственной защитой, в случае бедности воина, либо в походе, на случай если враг застанет врасплох.
С появлением в конце XIV века полных лат, сочетание надеваемых кольчуги и поддоспешника, из-за слишком тяжёлого суммарного веса доспеха, было признано нецелесообразным. В результате чего, в XV веке от ношения полной кольчуги под латами отказались, и вместо этого появились поддоспешники с нашитыми на них элементами (кусками) кольчуги (усиленный дублет).
В различный странах, при описании «одежды под доспех», начали появляться взаимозаменяющие названия: гамбезон (от англ. gambeson), стёганка, акетон, жак, бригантина и т. п. Все они имели практически идентичные цели для применения и технологию для изготовления. Так, британский коллекционер и исследователь Эварт Оукшотт, ссылаясь на труды Джеффри Чосера, даёт определение всего разнообразия такого вида одежды, как «a breke and eke a sherte». Чосер описывает процедуру одевания рыцаря, где после рубахи и перед кольчугой, надевается рубаха с полосками металла. Аналогичное описание костюма приводит и Джеймс Планше (англ. James Planché). В России же широко применим термин поддоспешник (аналогично с термином подлатник), образованный непосредственно из формулировки цели применения (надевать под доспех).

### Доспешная куртка
Развившаяся от набивного акетона, надеваемого под кольчугу, доспешная куртка или гамбезон (от англ. gambeson) активно использовалась в Европе с начала XIV века. Однако, рассматривать её следует с двух позиций: как непосредственный элемент латного доспеха (поддоспешник), и как самостоятельный доспех.
Традиционно к гамбезону (во Франции прижилось название «пурпуэн») крепились плетёные льняные или шёлковые шнуры, которыми привязывались детали латного доспеха. Иногда такой вид одежды назывался «боевым камзолом». Такой камзол был неотъемлемой частью рыцарской экипировки, его надевали на нижнее бельё и под нагрудные латы либо кольчугу с нашитыми пластинами. Естественно, что в данном случае боевой камзол или доспешная куртка должна была быть подогнана по фигуре, чтобы предотвратить сильное смещение латных элементов. Но этого себе могли позволить не многие, ровно как и латный доспех. Зачастую пехотинец мог не иметь даже кольчуги, используя вместо неё грубо выделанный и более дешёвый поддоспешник. Таким образом гамбезон, многократно усиленный (по свойствам материала и слоям), в паре со шлемом, стал основным средством защиты обычного солдата в течение всего средневековья (вплоть до появления огнестрельного оружия).
Как самостоятельный доспех (в Англии такой вариант получил название padded jack, буквально «подбитая куртка»; jack — солдатская кожаная куртка без рукавов), гамбезон делался из более плотных (толстых) материалов (предположительно, материалом для формы такого гамбезона служила кожа), и имел от 18 до 30 защитных слоёв.

## Поддоспешники сегодня
В связи с развитием ролевых игр, а также реконструкторского движения, появилась необходимость в использовании и изготовлении поддоспешников в наши дни. На сегодняшний день существуют определённые ролевые мастерские, которые производят поддоспешники различных конструкций. Так как исторических данных на этот счёт катастрофически мало, большинство технологий и способов по изготовлению являются новаторскими. Наиболее часто встречающимися видами являются стёганные и набивные поддоспешники.

### Стёганные поддоспешники
Стёганный поддоспешник (он же «стегач») применяется для защиты торса и состоит из одного, двух, четырёх или шести слоёв ватина. Такая многослойность обеспечивает ещё и защиту от удара, амортизируя его. Для создания используют несколько видов простёжки: продольную, поперечную, комбинированную или простёжку ромбом. Наиболее популярна так называемая ромбовидная простёжка, так как в этом случае ромб лучше держит куски ватина, не позволяя им тереться друг об друга во время различных деформаций ткани, скруток, сгибов и прочих, естественных для человека движениях. Однако, многие клубы исторической реконструкции предпочитают использовать продольную простёжку, как признак историчности.
Однослойный стегач является обычным лёгким поддоспешником. Он легко стирается (так как впитывает пот), и имеет низкие трудозатраты на изготовление. Четырёхслойный поддоспешник уже не так лёгок и имеют повышенную теплоизоляцию. Наиболее редко встречающимися являются шестислойные поддоспешники, так как если для прошивки предыдущих можно воспользоваться швейной машинкой, то прошивка шести слоев ватина (включая слои на подкладку, обшивку и обод) делается только вручную (по трудозатратам изготовление одной такой вещи равнозначно изготовлению трёх двухслойных стёганок).

### Набивные поддоспешники
Набивные поддоспешники (они же набивник или набивняк) представляют собой сшитую из мешковины или кожи форму, заполненную до определённого уровня набивочным материалом (между внутренним и внешним слоем формы). Для набивки используются, например, ватин или пакля. К преимуществам набивного поддоспешника можно отнести его прекрасную амортизацию дробящих ударов (нанесённых тупым предметом) и увеличение веса, что немаловажно на различного рода турнирах (например, в бугурте). К недостаткам относится хрупкость набивочной формы и отсутствие влагостойкости: набивочный материал может накапливать влагу, что усложняет его просушку, и ощутимо может увеличить вес изделия.